# 河合明日菜
河合明日菜（日语：／ Kawai Asuna，1998年3月21日—），日本的AV女優，神奈川縣出身。目前為「PRESTIGE」專屬女優，所屬於「T-POWERS」事務所。

## 人物
- 興趣是看恐怖片，擅長玩手機遊戲[1]。

- 在中學3年級的時後，她因為在意自己的巨乳所以穿著「ナベシャツ」去上學，為了讓自己的胸部看起來沒那麼引人注目[4]。

- 第一次性經驗是在18歲的時候，因為錯過最後一班列車所以與一位交往中的同班同學進了愛情賓館，那時候還有一件軼事就是她覺得對方太小了而沒有感覺[5]。因此她發覺自己在過程中體驗不到任何痛苦跟愉悅。後來到AV出道之前她還與三個男人發生過關係[2]。

- 因為在電視節目上看到紗倉真菜，還有受到明日花綺羅以及凰香奈芽的影響所以開始對成為AV女優有興趣[6]。

- 藝名是經紀人取的[7]，這個綽號來自「ああ～いいっすな～あすな」並附於電視利益相關者[8]。

- 喜歡的動漫角色是《東京喰種》的「金木研」還有《黑子的籃球》的「高尾和成」。最喜歡的聲優是木村良平，特別是他在《月歌。》中演出的「霜月隼」以及《魔鬼戀人》中的「無神皓」兩位角色[9]。

## 簡歷
2017年她進入寫真偶像事務所。同年12月18日，出現在AbemaTV由搞笑組合酒與和平所主持的節目《妄想星期一》上。因為要在角落擺動掛在比基尼上的計步器來計步，由於過於緊張搖得太大力所以比基尼掉了，導致胸部走光（事實上有貼胸貼），但是多虧了這件事，她獲得了節目《新乳生》的參加權。
2018年1月7日，她演出「MGS」動畫平台（MGStage）的《【初撮り】ネットでAV応募→AV体験撮影 539 あすな 19歳 テレビのお仕事》，這也是她之前在《妄想星期一》上所提到的影片，當中也包括裸體和性交場面，成為她首次AV亮相。
2018年2月，日本AV片商PRESTIGE正式宣布她成為其專屬女優而在AV界出道，片商以「平成最後的神乳」作為廣告標語。其出道作在「Amazon」成人排行榜還有「DMM.R18」等其他線上購物網站都獲得第一名。
2019年3月1日，獲得《FANZA成人大賞》2019提名「最優秀新人女優獎」。

## 作品

### AV
※皆為「PRESTIGE」專屬
2018年
- 新人 プレステージ専属デビュー（2月23日）[17]
- 神乳Hcupを味わい尽くす性感覚醒3本番 ひたすら乳首とおっぱいを責めまくる4時間（3月30日）
- 風俗タワー 性感フルコース3時間SPECIAL ACT.22 天然Hカップ美少女が6つのプレイで貴方の欲望を全て叶える180分（4月27日）
- 天然成分由来 河合あすな汁 120％（5月25日）
- 新・絶対的美少女、お貸しします。83（6月29日）
- 女子マネージャーは、僕達の性処理ペット。 031（7月27日）
- 河合あすなの極上筆おろし 23（8月31日）
- 絶対的鉄板シチュエーション 13 完全主観！！！河合あすなが贈るとてもHな3シチュエーション（9月28日）
- スポコス汗だくSEX４本番！ 体育会系・河合あすな act.18（10月26日）
- 美少女と、貸し切り温泉と、濃密性交と。06 一泊二日、至高のおっぱい独り占め。（11月30日）
- 絶対的下から目線 おもてなし庵 神乳小町 河合あすな 13 全てはお客様のために。超絶美女が徹底的に尽くします。（12月28日）[18]

2019年
- 河合あすな なまなかだし 29 『河合あすな』ファンの皆様、大変お待たせしました。最初で最後のオール中出し本気子づくりセックス！！！（1月25日）[19]
- 河合あすな 8時間 BEST PRESTIGE PREMIUM TREASURE vol.01 全6作品＋未公開映像で「河合あすな」の軌跡をたどる永久保存盤！！（2月8日）※精選輯
- 着衣おっぱい 妄想3本番 file.04 色、形、弾力すべてが最上級！！押し寄せるHカップ神乳（2月22日）
- 彼女のお姉さんは、誘惑ヤリたがり娘。 19 彼女の家に遊びに行ったらお姉さんに迫られイケナイ関係に…（3月29日）
- 本番オーケー！？噂の裏ピンサロ 08 AV界随一のH乳＆美顔を味わい尽くせ！（4月26日）

### VR
2018年
- 「たくさんチューしてもイイ？」神乳Ｈカップ・河合あすなの好き好き連呼 恋人セックス！（8月10日）
- 「あすなのオッパイたくさん弄って？」神乳Hカップ10000％堪能セックス！（9月14日）

2019年
- 激イキ・爆揺れHカップ！ドMな恋人・河合あすなをイカせまくる濃密ハードセックス！（3月8日）
- 「あすなのおっぱいとオマ●コでキモチ良くしてあげる♪」河合あすなの小悪魔淫語セックス！（3月22日）

### 網路影片
- 【初撮り】ネットでAV応募→AV体験撮影 539（2018年1月7日、シロウトTV）※あすな 名義

### 寫真影像
- Asuna 神乳革命！！/河合あすな（2018年6月21日、REbecca）※同時發行Blu-ray版本
- Asuna2 楽園ハピネス！！/河合あすな（2018年9月13日、REbecca）※同時發行Blu-ray版本
- Asuna3 宮古島ブルードリーム/河合あすな（2019年3月7日、REbecca）※同時發行Blu-ray版本

## 電視節目
- 妄想星期一（日语：妄想マンデー）（2017年12月18日、AbemaTV）
- じっくり聞いタロウ〜スター近況（秘）報告〜（日语：じっくり聞いタロウ〜スター近況（秘）報告〜）（2019年8月29日、テレビ東京]）

## 雜誌
- 週刊大眾（日语：週刊大衆）[20]（2018年2月12日號、双葉社）
- 朝日娛樂（日语：アサヒ芸能）（2017年3月1日號、徳間書店）

## 文章

### 專欄
- 河合あすなセックスビフォーアフター（2018年10月9日[21]‐、東京スポーツ・東スポ裏通り）

## 外部連結
- 河合あすな的X（前Twitter）（2017年12月 - ）
- 河合あすな プレステージ専属AVデビュー記念特設ページ （页面存档备份，存于）  - プレステージ
- 河合あすな | 公式サイト[] - ティーパワーズ